# Zbieg przestępstw
Zbieg przestępstw (łac. concursus delictorum) – instytucja prawa karnego materialnego związana z wielością czynów (liczba zachowań, sterowanych wolą sprawcy, podjętych przez niego). Wyróżnia się zbieg przestępstw realny, pozorny i pomijalny.

## Realny zbieg przestępstw
W aspekcie pozytywnym muszą być spełnione następujące przesłanki:
- popełnienie dwóch lub więcej czynów, z których każdy samodzielnie realizuje znamiona typu czynu zabronionego – może to być ten sam typ (zbieg jednorodny) lub różne typy (zbiegi różnorodne);
- czyny muszą być popełnione przez tego samego sprawcę;
- popełnienie tych przestępstw nie zostało przedzielone, chociażby nieprawomocnym wyrokiem co do któregoś z nich.

W aspekcie negatywnym: dla oddania zawartości bezprawia nie da się usunąć w kwalifikacji żadnego ze zbiegających się przepisów posługując się konstrukcją zbiegu pozornego lub pomijalnego.

## Pozorny zbieg przestępstw
W procesie interpretacji znamion czynu zabronionego uprawniony jest wniosek, że czyn zrealizował znamiona tylko jednego przepisu i nie można mówić o zbiegu przestępstw. Obejmuje przestępstwa:
- zbiorowe,
- złożone,
- dwuaktowe,
- wieloodmianowe,
- sumarycznie określonych przedmiotach,
- z reguły popełnione powtarzającymi się zachowaniami (wyjątkowo dopuszczające możliwość popełnienia jednym czynem),
- czyn ciągły.

## Pomijalny zbieg przestępstw
Wiele czynów popełnionych przez tego samego sprawcę stanowi wypełnienie znamion przynajmniej dwóch czynów zabronionych lub wielokrotną realizację tego samego czynu zabronionego. Kwalifikacja prawna z jednego przepisu oddaje całą zawartość bezprawia, przy czym jeden czyn ma charakter główny, drugi poboczny (o mniejszym stopniu szkodliwości społecznej).
Współukaranie za jedno przestępstwo zawiera ukaranie za drugie. Uboczny czyn jest uprzedni (współukarana czynność uprzednia) lub następczy (współukarana czynność następcza). Najczęstsze wypadki występowania pomijalnego zbiegu przestępstw:
- forma stadialna oraz forma bardziej zaawansowana (po krótkim upływie czasu),
- zbieg form zjawiskowych,
- zbieg postaci stadialnej z postacią sprawczą (przygotowania z podżeganiem),
- zbieg czynu stanowiącego narażenie na niebezpieczeństwo i czynu naruszającego to dobro, przy zachowaniu tożsamości strony podmiotowej obu czynów.